# Gravipalpus
Gravipalpus és un gènere d'aranyes araneomorfes de la subfamília Erigoninae, dins de la família Linyphiidae.
Fou descrit per primera vegada per Alfred Frank Millidge l'any 1991.

## Distribució
Es pot trobar a Sud-amèrica.

## Llista d'espècies
Segons The World Spider Catalog 12.0:
- Gravipalpus callosus Millidge, 1991 (Espècie tipus)
- Gravipalpus crassus Millidge, 1991
- Gravipalpus standifer Miller, 2007